# Prins Hendrik (schip, 1890)
Het motorzeiljacht Prins Hendrik is het schip dat door Prins Hendrik op 3 september 1921 in dienst werd gesteld als instructievaartuig voor het Onderwijsfonds voor de Scheepvaart. Het schip moest deels met particuliere gelden worden betaald, de overheidssubsidie schoot tekort. De Nederlandsche Bank kwam te hulp. Het instructievaartuig kon een twaalftal leerlingen, die intern waren, opleiden als schipper in de binnenvaart.  
In 1967 werd de ‘Prins Hendrik’ verkocht. Het was dermate verouderd dat volgens het onderwijsfonds verbouwen geen zin meer had. De Prins Hendrik werd desondanks in de zeventiger jaren geheel gerestaureerd en weer in de vaart gebracht als zeilpassagiersschip. In 1974 werd het gekraakt door hippies en het schip brandde van binnen uit. In 1975 kocht de huidige eigenaar het schip en verving het door brand verwoeste houten dek door een stalen dek. Daarna volgden weer vele Europese kustreizen.
Voor de reis in 1994 werd de naam 'Prins Hendrik' in 'Argus' veranderd. Via Noorse fjorden Noordelijke IJszee en Witte Zee voer het schip dwars door Rusland naar de Baltische Zee en Noordzee. Het schip was aanwezig op vele Sails, zoals Rouen, Caan, Bremerhaven, Den Helder en iedere Sail Amsterdam vanaf 1975. 

## Liggers Scheepmetingsdienst[1]
| Meetnummer      | District en volgnr. | Meetdatum     | Meetplaats | Lengte [m] | Breedte [m] | Inzinking [m] | Waterverplaatsing [ton] | Naam          | Eigenaar                                                                                      | Domicilie |
| --------------- | ------------------- | ------------- | ---------- | ---------- | ----------- | ------------- | ----------------------- | ------------- | --------------------------------------------------------------------------------------------- | --------- |
| A4515N          | Amsterdam           | 15 april 1919 | Amsterdam  | 24,65      | 5,70        | –             | 67,567                  | ENA           | Reederij “Ena”                                                                                | Amsterdam |
| Andere eigenaar |                     |               |            |            |             |               |                         |               | Stichting onderwijsfonds van de Nederlandsche vereniging van gezagvoerders bij de binnenvaart | Amsterdam |
| A8645N          | Amsterdam           | 8 juni 1935   | Amsterdam  | 24,65      | 5,73        | –             | 9,281                   | PRINS HENDRIK | Stichting Onderwijsfonds V.d. Scheepvaart                                                     | Amsterdam |
| A15014N         | Amsterdam           | 29 april 1953 | Amsterdam  | 24,68      | 5,79        | 1,80          | 16,457                  | PRINS HENDRIK | Koninklijk OnderwijsFonds voor de scheepvaart                                                 | Amsterdam |